# Pedro Arrupe
Pedro Arrupe y Gondra SJ (* 14. November 1907 in Bilbao; † 5. Februar 1991 in Rom) war ein spanischer Ordensgeistlicher. Er war von 1965 bis  1981 der 28. Generalobere der Gesellschaft Jesu (Jesuitenorden; lat: Societas Jesu).

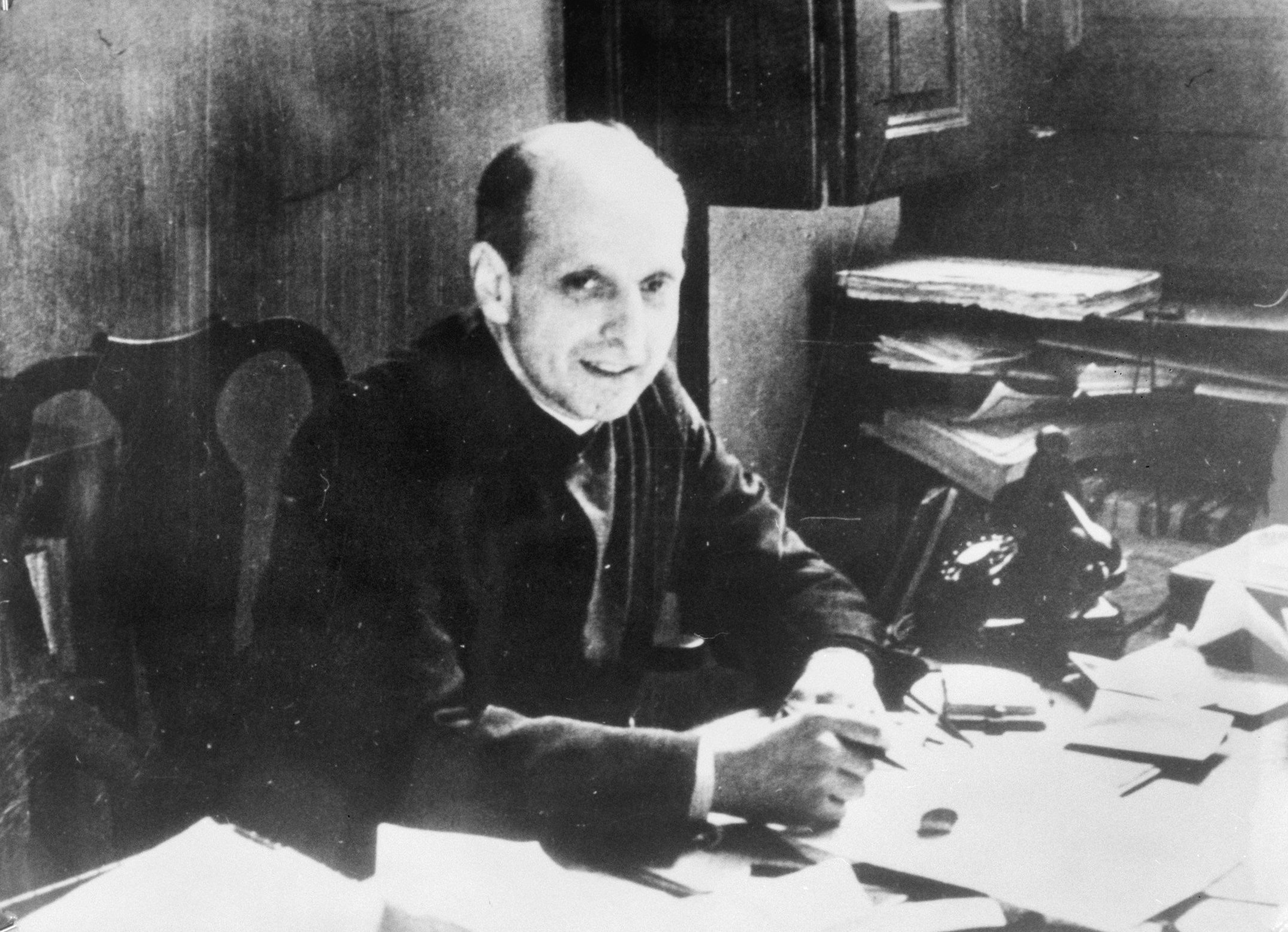
Pedro Arrupe (1965)

## Leben

### Familie und Kindheit
Am 15. November 1907, am Tag nach seiner Geburt, wurde Pedro Arrupe in Kathedrale von Bilbao getauft. Er war das fünfte Kind und der einzige Sohn seiner Eltern. Seine Mutter, Dolores Gondra, Tochter eine Arztes, stammte aus der Gemeinde Mungia unweit von Bilbao. Sein Vater, Marcellino Arrupe, war Architekt. Ohne selbst journalistisch und politisch aktiv zu sein, war er Mitbegründer einer Tageszeitung, der La Gaceta del Norte. Sein Vater hatte einen bemerkenswerten Tenor: „Wenn er in der Kapelle des Jesuitenkollegs sang, das sich in einem benachbarten Städtchen befand, kamen alle alten Leute aus der Umgebung, um ihn zu hören.“ In der Karwoche nahm er alljährlich an achttägigen Exerzitien teil.
Pedro Arrupe beschreibt das Familienleben rückblickend wie folgt: „Meine Familie lebte sehr innig zusammen, sehr ruhig, sehr patriarchalisch, was das Katholische betrifft. Ich war sehr glücklich in der Familie. Es gab keine Probleme. Wir gingen alle zusammen in die Messe, und es herrschte zwischen uns eine Atmosphäre vollkommenen Vertrauens.“
Und an anderer Stelle berichtete Pedro Arrupe: „Durch die Eucharistie und die einfachen Andachtsübungen in meinem Elternhaus, insbesondere die Herz-Jesu-Verehrung, haben mein Vater und meine Mutter das Samenkorn gelegt, das die Gesellschaft Jesu später entwickeln sollte. Oder besser gesagt: Was das Heiligste Herz selbst dank meiner Eltern eingepflanzt hat, ist später durch die Gesellschaft weiterentwickelt worden.“ Vom Alter von drei Jahren an begleitete er seinen Vater regelmäßig bei der Heiligstes-Herz-Jesu-Prozession in Bilbao.
Ab Januar 1914 besuchte Pedro Arrupe die Mittelschule der Piaristen in Bilbao.
Als Pedro Arrupe 10 Jahre alt war, musste sich seine Mutter einer Operation unterziehen. Ein paar Wochen später verstarb sie. Sein Vater, der Pedro zur verstorbenen Mutter führte, sagte zu ihm: „Pedro, ihr habt eine heiligmäßige Mutter verloren. Aber denkt immer daran, dass ihr eine andere Mutter im Himmel habt, die noch heiliger ist.“
Im Alter von 15 Jahren wurde er im März 1923 Mitglied der Marianische Kongregation des heiligen Stanislaus Kostka in Bilbao. Er schrieb in diesem Jahr in deren Zeitschrift Blumen und Früchte einen kleinen Beitrag über den heiligen Franz Xaver, Japan und die Missionen.

### Medizinstudium und Berufung
1923 begann der Baske Pedro Arrupe ein Medizinstudium an der Universität Madrid. Mit tiefer Trauer erfüllte ihn der Tod seines Vaters 1926. Er berichtet selbst wie folgt:
„Mein Vater erkrankte, als ich in Madrid Medizin studierte; ich war damals achtzehn Jahre alt. Als ich in Bilbao eintraf, war er schon halb gelähmt. Und nun zog im Augenblick seines Sterbens vor seinen Fenstern die Prozession des Heiligsten Herzens vorbei. Ich werde nie seinen Blick vergessen, der mich traf. Es war eine Gemeinschaft der Erinnerungen, des Glaubens und der Hoffnung. Das hat mich tief ergriffen.“
Im Sommer desselben Jahres machte er mit seinen vier Schwestern eine Wallfahrt nach Lourdes. Die Erfahrungen, die er in Lourdes sammelte, waren für sein weiteres Leben grundlegend. Im Gespräch mit Jean-Claude Dietsch SJ beschrieb er sie wie folgt:

„Für mich ist Lourdes die Stadt des Wunders schlechthin. Ich habe dort etwa drei Monate verbracht. Ich hatte als Medizinstudent die Erlaubnis erhalten, die Arbeit des Kontrollbüros zu verfolgen. So bin ich Zeuge von drei wunderbaren Heilungen geworden, einmal in dem Augenblick, als sie sich inmitten der zur Mutter Gottes betenden Gläubigen ereigneten, und dann während der medizinischen Nachprüfung durch atheistische Ärzte. Das war für mich ein ganz tiefer Eindruck, denn ich hatte oft meine Professoren in Madrid – ebenfalls Atheisten – vom ‚Betrug von Lourdes‘ sprechen hören. Dort ist meine Berufung geboren, in dieser zugleich einfachen und grandiosen Atmosphäre, zu Füßen der Mutter Gottes, zwischen dem unablässigen Brausen der Pilgergebete und dem sanften Murmeln der Gave.“

Durch die gewonnenen Erkenntnisse brach er sein Medizinstudium ab, trat am 15. Januar 1927 in die Gesellschaft Jesu ein.

### Noviziat und Priesterausbildung
Er absolvierte sein Noviziat im Monasterio de San Ignacio de Loyola bei Azpeitia in der Provinz Gipuzkoa und begann danach sein Philosophiestudium in Oña in der Provinz Burgos.
Weil die Zweite Spanische Republik den Jesuitenorden 1932 in Spanien verbot, studierte Arrupe im belgischen Marneffe und im Ignatiuskolleg im niederländischen Valkenburg. 1936 empfing Arrupe in Marneffe die Priesterweihe. Das damals nach der Priesterweihe übliche vierte Jahr im Theologiestudium absolvierte er an der US-amerikanischen University of Saint Mary in Leavenworth, Kansas, und anschließend sein Tertiat in Cleveland, Ohio.

### Mission in Japan

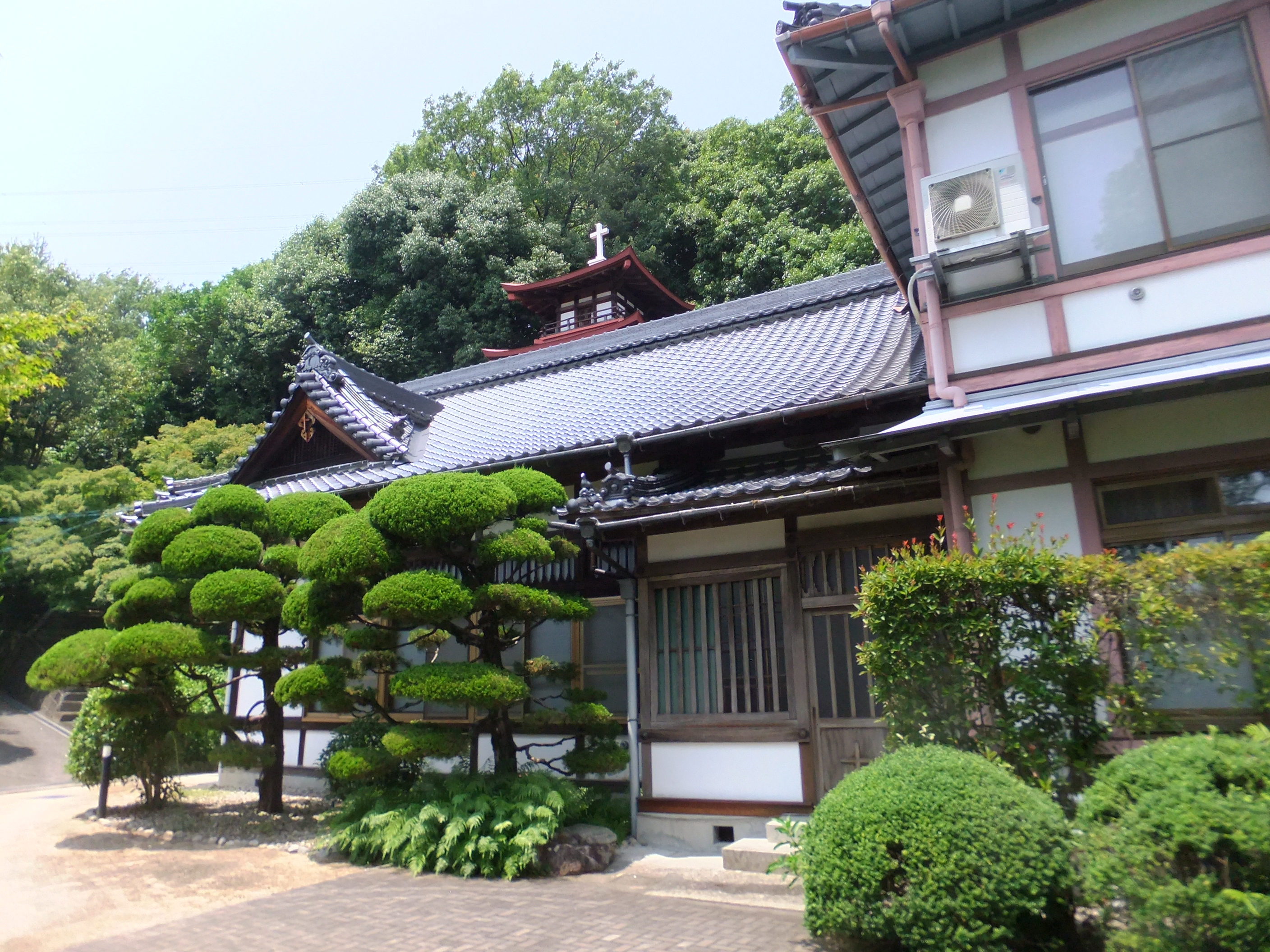
Noviziat in Nagatsuka bei Hiroshima

Von dort wurde er vom Orden am 15. Oktober 1938 als Missionar nach Japan gesandt. Kurz nach seiner Ankunft wurde er als vermeintlicher Spion im Dienste der USA verhaftet und verbrachte einen Monat in Einzelhaft. Bis 1940 studierte er die japanische Sprache und arbeitete in einem Armenviertel von Tokio. Von 1940 bis 1942 war er Pfarrer in Yamaguchi. Ab 1942 wirkte Arrupe als Novizenmeister in Hiroshima, wo er den Abwurf der Atombombe erlebte. Da er in einem von deutschen Jesuitenbrüdern aus festem Stein gebauten Schulhaus wohnte, überlebte er und konnte zusammen mit den Novizen ein Notspital einrichten. Wie Pater Helmut Erlinghagen SJ, der seit Januar 1945 im Noviziat in Nagatsuka (4½ km von Hiroshima entfernt) lebte, berichtet, war das Haus in japanischem Stil als Holzhaus, aber mit soliden Querverstützungen gebaut.
1954 wurde er Vizeprovinzial und 1958, nach der Erhebung Japans zur Provinz des Jesuitenordens, deren erster Provinzial.

### Generaloberer SJ
Als der 27. Generalobere des Ordens, Jean Baptiste Janssens, 1964 starb, wählte die Generalversammlung des Ordens 1965 Pedro Arrupe am 22. Mai zum 28. Generaloberen. Seine Wahl zum General erlebte er als

„einen weiteren Grund, in mir die Verehrung des Herzens Jesu zu stärken, ist sie doch Quelle außerordentlicher Gnaden zur eigenen Heiligung! Ich benötige sie jetzt mehr denn je, da diese Gnaden nicht nur für mich persönlich unverzichtbar sind, sondern auch zum Wohl der ganzen Gesellschaft und der mit ihr verbundenen Seelen gereichen.“

In dieser Funktion steuerte er mit seinem Charisma und großer persönlicher Frömmigkeit den Orden durch die Umbruchsjahre nach dem Zweiten Vatikanischen Konzil, die dem Orden eine schwere Krise bescherten. Sein Leitbild für die Leitung des Ordens lässt sich am besten mit einem – von ihm oft angesprochenen – Wortpaar bezeichnen: „Glaube und Gerechtigkeit“, als Inbegriff der Verknüpfung des Einsatzes für die Verkündigung des Evangeliums mit dem Einsatz für Gerechtigkeit, zumal für die Armen.
Arrupe wird vorgehalten, dass er 1980 nicht gegen die Zulassung des US-amerikanischen Jesuiten Donald Barkley Dickerson zur Priesterweihe einschritt, obwohl er Kenntnis davon hatte, dass dieser zwei Jugendliche sexuell belästigt hatte.

### Seine letzten Jahre
Dieses Amt hatte er bis zu seinem Schlaganfall im August 1981 inne. Zu diesem Zeitpunkt hatte Arrupe bereits versucht, eine Generalkongregation des Ordens für die Wahl eines Nachfolgers einzuberufen. Dies verzögerte jedoch Papst Johannes Paul II., der stattdessen den Jesuiten Paolo Dezza als persönlichen Delegaten an die Spitze des Ordens berief. Arrupe selbst war, von Krankheit gezeichnet, nicht mehr fähig, das Amt auszuüben. Erst 1983 konnte eine Generalkongregation einberufen werden; diese wählte Peter Hans Kolvenbach zum neuen Generaloberen; Arrupe war unter den ersten Gratulanten.

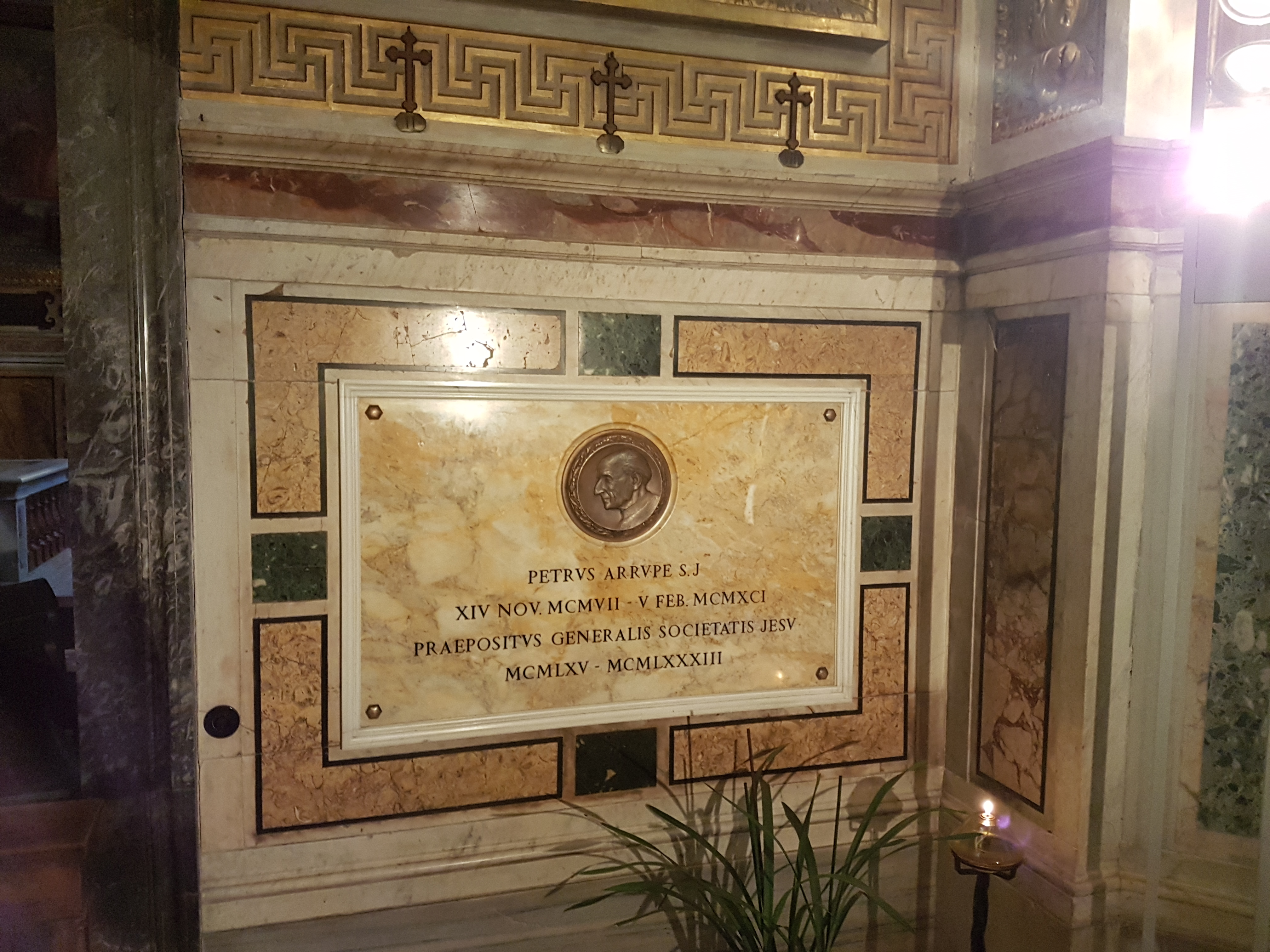
Grab mit den sterblichen Überresten von Pater Pedro Arrupe in der Kirche Il Gesù zu Rom hinter der Marmorplatte (seit 1997)

Im Alter von 83 Jahren starb Pedro Arrupe am 5. Februar 1991 in Rom.

## Seligsprechungsprozess
Der Seligsprechungsprozess für Pedro Arrupe wurde im Juli 2018 eröffnet.

## Zitat
Im katholischen Gebet- und Gesangbuch, dem Gotteslob, befindet sich unter dem Lied Nr. 474 folgendes Zitat von Pedro Arrupe:
Die Reife eines Menschen zeigt sich am deutlichsten an dem Dienst, den er in der Gemeinschaft leistet.

## Schriften
- Yo viví la bomba atomíca. Ediciones Studium de Cultura, Madrid 1952 (Nachdruck: Ediciones Mensajero, Bilbao 2010, ISBN 978-84-271-3147-7).
- Als Missionar in Japan. Hueber, München 1967.
- Unser Zeugnis muss glaubwürdig sein. Ein Jesuit zu den Problemen von Kirche und Welt am Ende des 20. Jahrhunderts. Mit einem Vorwort von Karl Rahner. Schwabenverlag, Ostfildern, 2. Auflage 1981.
- Erfahrungen mit der Eucharistie. Kanisius-Verlag, Freiburg im Üechtland 1982, ISBN 3-85764-127-4.
- Im Dienst des Evangeliums. Ausgewählte Schriften von P. Pedro Arrupe S.J., Generaloberer der Gesellschaft Jesu (1965–1983). Herausgegeben von Hans Zwiefelhofer. Erich Wewel, München 1987, ISBN 3-87904-138-5.
- Chosen by God. Pedro Arrupe’s Retreat Notes 1965. Übersetzt von Joseph A. Munitiz SJ. Herausgegeben von Philip Endean SJ und Elizabeth Lock. The Way, Oxford 2010, ISBN 978-0-904717-29-7 (ein Schlüsselwerk zum Verständnis des Geistlichen Lebens von Pedro Arrupe).